# Utica (New York)
Utica je město v okresu Oneida County ve státě New York ve Spojených státech amerických. jde o desáté nejlidnatější město ve státě New York. K roku 2010 zde žilo 62 235 obyvatel. S celkovou rozlohou 43 km² byla hustota zalidnění 1 432,4 obyvatel na km². Leží na Mohawské stezce na řece Mohawk nedaleko Adirondackého pohoří. Nachází se 25 kilometrů severozápadně od města Rome, 89 kilometrů východně od města Syracuse, 153 kilometrů severozápadně od Albany a 386 kilometrů severozápadně od New Yorku. Město leží na hranici Herkimer County.